# 라라피포
《라라피포》(일본어: ララピポ)는 오쿠다 히데오의 소설이자 이를 원작으로 2009년에 개봉된 일본 영화이다.

## 출연
- 나리미야 히로키
- 무라카미 도모코(모리산츄)
- 나카무라 유리
- 아라이 히로후미
- 사타 마사키(배드보이즈)
- 하마다 마리